# Mycetophila parafunerea
Mycetophila parafunerea är en tvåvingeart som beskrevs av Duret 1992. Mycetophila parafunerea ingår i släktet Mycetophila och familjen svampmyggor. Inga underarter finns listade i Catalogue of Life.